# Shinichi Fujita
Shinichi Fujita (藤田 慎一 Fujita Shinichi?,  nacido el 10 de abril de 1973 en Osaka) es un exfutbolista japonés. Jugaba de defensa y su último club fue el Ventforet Kofu de Japón.

## Trayectoria

### Clubes
| Club              | País  | Año         |
| ----------------- | ----- | ----------- |
| Kawasaki Frontale | Japón | 1996 - 1997 |
| Albirex Niigata   | Japón | 1998 - 1999 |
| Ventforet Kofu    | Japón | 2000        |